# Oh, Pretty Woman
"Oh, Pretty Woman" é uma canção lançada em agosto de 1964, que foi um sucesso mundial de Roy Orbison. Gravado no Monument Records, em Nashville, Tennessee, foi escrita por Roy Orbison e Bill Dees. A canção passou três semanas no número um na Billboard Hot 100. "Oh, Pretty Woman", também foi o terceiro single de Orbison a chegar ao top da parada de singles britânica (de um total de três semanas). Os singles anteriores de Orbison que alcançaram o número um no Reino Unido foram "Only the Lonely (Know How I Feel)" em 1960 e "It's Over" no início de 1964. Havia três guitarristas na apresentação, Billy Sanford, Jerry Kennedy e Wayne Moss.
Orbison ganhou postumamente o Prêmio Grammy de melhor interpretação vocal pop masculina de 1991 por sua gravação ao vivo da música  em seu especial Roy Orbison and Friends, A Black and White Night da rede de televisão HBO. Em 1999, a canção foi homenageada no Grammy Hall of Fame e entrou na lista do Rock and Roll Hall of Fame das 500 canções que moldaram o rock and roll. Em 2004, a revista Rolling Stone classificou-o #222 em sua "lista das 500 melhores canções de todos os tempos".
Esta canção teve versões de Al Green, da banda Van Halen, The Holy Sisters of the Gaga Dada, e Ray Brown Junior. Além disso, a canção inspirou o filme de 1990, Pretty Woman, estrelado por Richard Gere e Julia Roberts, sendo o tema principal da trilha sonora. Também esteve presente na trilha sonora da telenovela Uma Rosa com Amor (2010), sendo tema de abertura.

## Versão de Sílvio Brito
Em 2009, o cantor Sílvio Brito compôs e lançou a primeira versão de Oh, Pretty Woman intitulada Pretty Woman. A canção possui uma letra romântica e o arranjo é semelhante à canção original de Roy Orbison. A música está presente no álbum Pretty Woman. Sílvio Brito declarou ser fã de Roy Orbison.